# Генеральний директорат з мобільності і транспорту (Європейська комісія)
Генеральний директорат з мобільності і транспорту (DG MOVE) - це Генеральний директорат Європейської комісії з питань транспорту в рамках Європейського Союзу.
DG MOVE був створений 17 лютого 2010 року, коли енергія була розділена від нього, щоб сформувати новий Генеральний директорат з енергетики (DG Ener). Транспорт та енергетика були об'єднані (як GD TREN) з січня 2000 року і в червні 2002 року управлінням Євратому стало частиною DG TREN. Тобто зараз частина DG Ener.
На додаток до розробки політики ЄС у транспортному секторі та обробки досьє державної допомоги, DG MOVE управляє програмами фінансування для транс-європейських мереж та технологічного розвитку та інновацій, на суму € 850 млн на рік за період 2000-2006 рр..

## Місії
DG TREN відповідає за розробку і здійснення європейської політики в галузі транспорту. Її місія полягає у гарантуванні того, що транспортна політика розроблена на користь всіх секторів суспільства. DG MOVE виконує ці завдання за допомогою законодавчих пропозицій і управління програмами, в тому числі фінансування проектів.

## Ресурси
Генеральний директорат з транспорту, в Брюсселі, звітує до Сііма Калласа, віце-президента Європейської комісії та комісар з питань транспорту. Генеральний Директорат очолює генеральний директор Маттіас Рюте (до 2006 року, це був Франсуа Ламуре.
Генеральний директорат складається з 6 управлінь та наступних установ по всій Європі: Європейське агентство з безпеки на морі, Європейське агентство авіаційної безпеки, Європейське залізничне агентство, Виконавче агентство з конкурентоспроможності та іновацій, Виконавче агентство транс-європейських транспортних мереж та спільне підприємство SESAR .